# 211613 Christophelovis
211613 Christophelovis è un asteroide della fascia principale. Scoperto nel 2003, presenta un'orbita caratterizzata da un semiasse maggiore pari a 2,5813176 UA e da un'eccentricità di 0,2768838, inclinata di 4,22155° rispetto all'eclittica.